# 巴拉迪桑塔纳
巴拉迪桑塔纳是巴西帕拉伊巴州的一个市镇。总面积369.29平方公里，总人口8463人，人口密度22.9人/平方公里。